# Higashinari (Osaka)
Higashinari (jap. 東成区 Higashinari-ku) – jedna z 24 dzielnic Osaki, stolicy prefektury Osaka. Dzielnica została założona 1 kwietnia 1925 roku. Położona jest we wschodniej części miasta. Graniczy z dzielnicami Tennōji, Ikuno, Jōtō, Chūō oraz miastem Higashiōsaka.